# Ganijah
Ganijah är en klan i Liberia.   Den ligger i regionen Maryland County, i den sydöstra delen av landet, 300 km sydost om huvudstaden Monrovia.